# Figue de Djebba

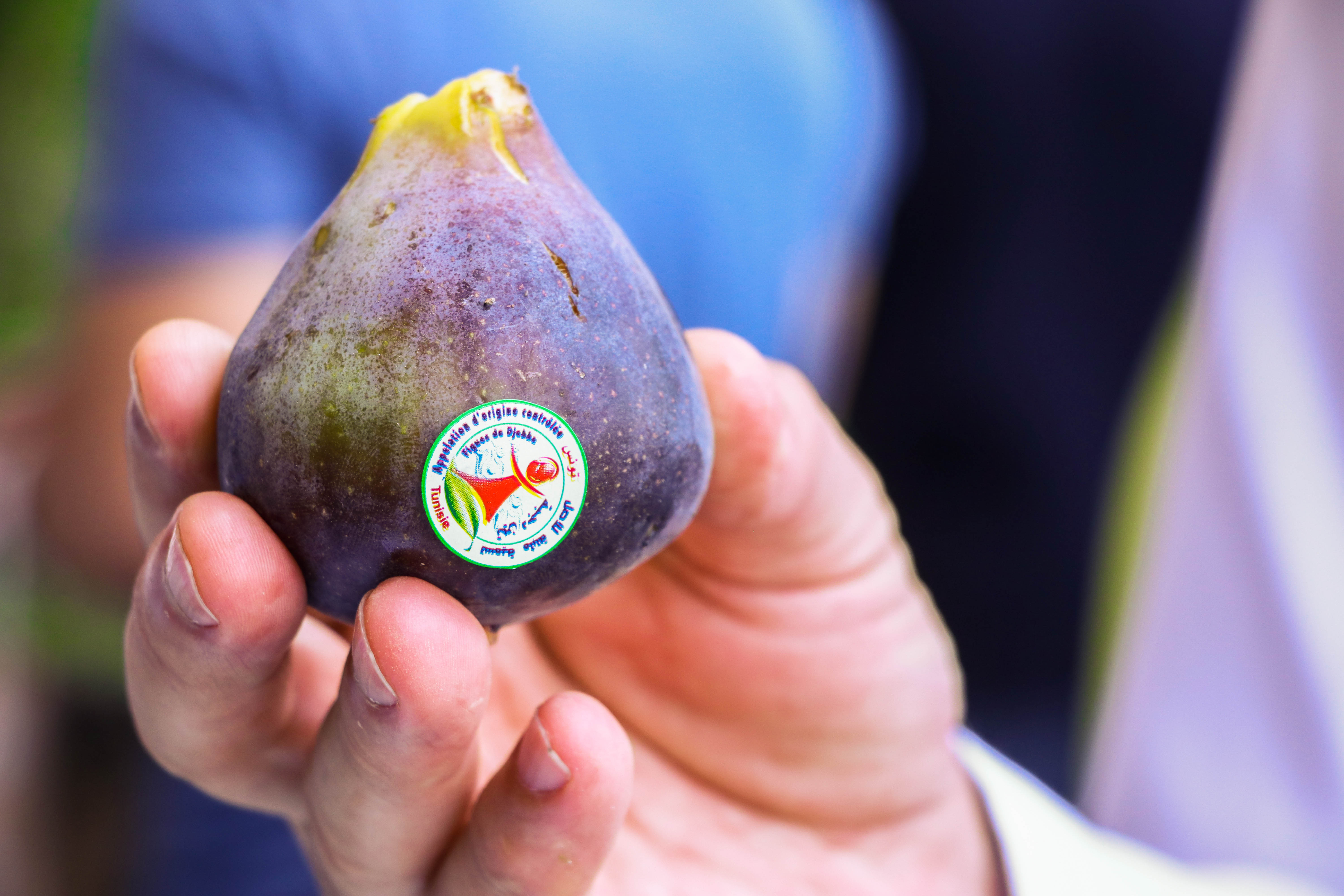
Figue de Djebba

La figue de Djebba est un cultivar de figue issue du village de Djebba en Tunisie.
La variété de figues Bouhouli, qui ne pousse que dans cette localité de montagne, est protégée par une appellation d'origine contrôlée (AOC).
Chaque année, les Djebbaois organisent un Festival de la figue de Djebba.

## Culture et labellisation
La figue de variété Bouhouli obtient son AOC en 2014,, après son attribution par le ministère tunisien de l'Agriculture. Si la figue Bouhouli ne représente que 2 % des figues cultivées à Djebba en 2014, 12 % des figues cultivées bénéficient de l'appellation en 2017.
C'est le seul fruit cultivé dans le pays qui soit protégé par une telle appellation,. Des audits sont réalisés par l'Institut national de la normalisation et de la propriété industrielle auprès des agriculteurs djebbaois afin de contrôler le respect du cahier des charges de l'AOC.  

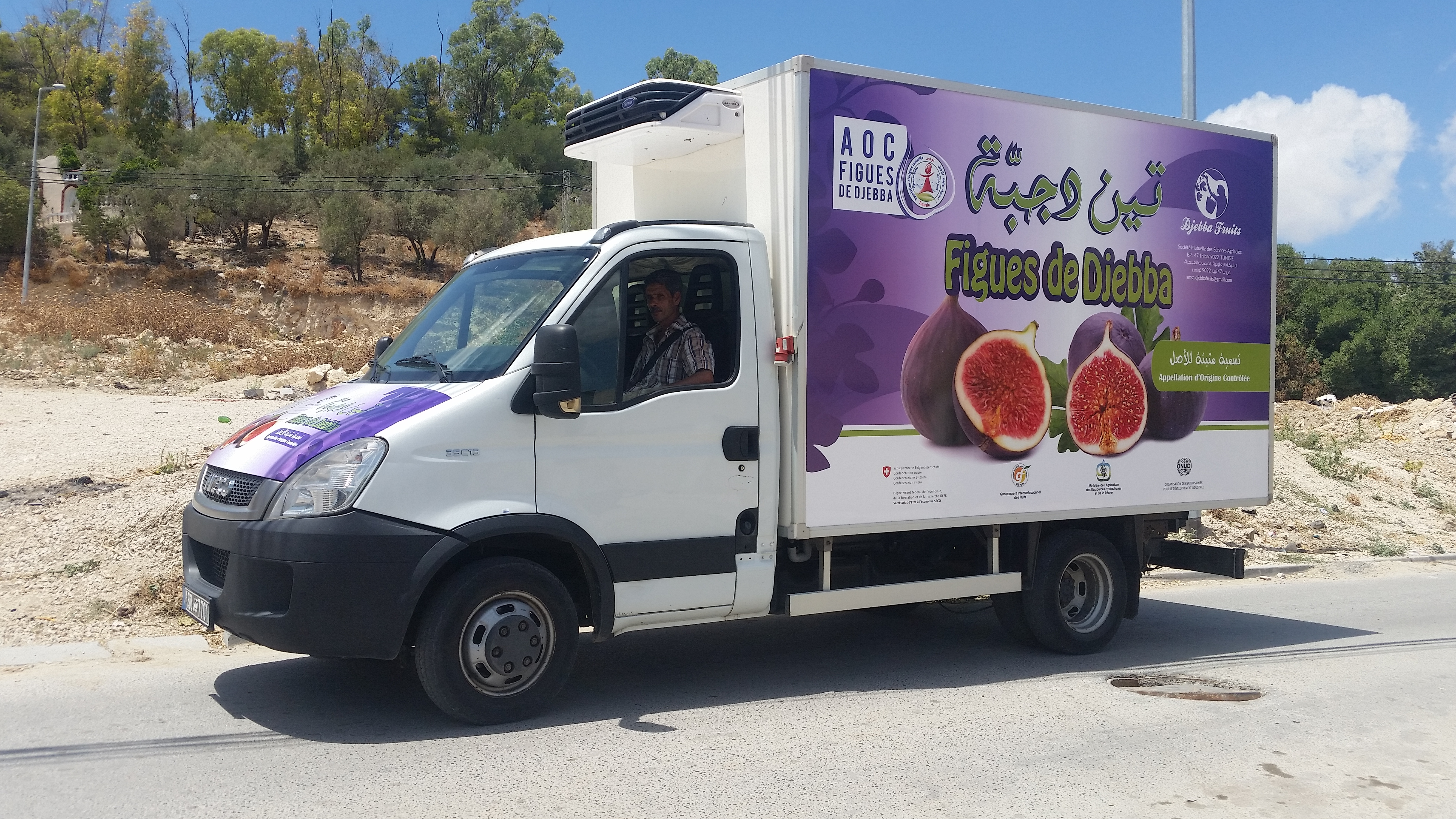
Camion frigorifique aux couleurs de la figue de Djebba

La variété constitue l'une des 27 variétés de figues cultivées dans le monde. Vendue 80 % plus cher que les autres variétés, elle est exportée vers l'Europe et les pays du Golfe.

## Djebba et la figue
Djebba est situé au pied du djebel Gorra et son microclimat particulier est propice à la culture de figues de qualité.
La production de figues représente l'une des principales activités économiques de ce village : 800 agriculteurs et leurs familles y cultivent 25 000 figuiers. Cette culture fait partie de son patrimoine agricole depuis au moins le XVIIe siècle.
La relation particulière qu'entretiennent les Djebabois et leur fruit phare est célébrée chaque année lors du Festival de la figue de Djebba mêlant musique, théâtre, conférence scientifique et vente de produits du terroir.